# Shippensburg University
Shippensburg University of Pennsylvania (ook bekend als Ship of SU) is een openbare universiteit in de Amerikaanse plaats Shippensburg, 65 kilometer westzuidwest van Harrisburg en 85 km noordwestelijk van Westminster (Maryland). Het is een van de 14 staatsuniversiteiten die samen het Pennsylvania State System of Higher Education (PASSHE) vormen.

## Geschiedenis
In 1871 heeft het bestuur van Pennsylvania de staatsschool voor "opleiding en training van leraren" opgericht onder de naam Cumberland Valley State Normal School.
Vanaf 4 juni 1926 mocht de school opleidingen verzorgen op universitair niveau voor leraren op basis- of middelbaar onderwijs. Op 12 oktober 1926 ontving de school een certificaat, waardoor het de eerste normaalschool in Pennsylvania werd die "staats-pabo" werd. Op 3 juni 1927 gaf het bestuur van Pennsylvania toestemming aan de school om zijn naam te wijzigen in "State Teachers College at Shippensburg".
Op 3 december 1937 werd de faculteit Economie toegevoegd.
Op 8 december 1939 was de Shippensburg State Teachers College de eerste lerarenopleiding van Pennsylvania (en de vierde van de Verenigde Staten) die erkend werd door de Middle States Association of Colleges and (Secondary) Schools.
De State Council of Education gaf op 7 januari 1959 toestemming om lerarenopleidingen te geven op Masterniveau. Op 8 januari 1960 werd de naam gewijzigd in "Shippensburg State College".
De kunstwetenschappenstudie werd goedgekeurd door de State Council of Education op 18 april 1962 en het "bachelor of science in business administration" leerprogramma werd ingesteld op 1 september 1967.
Op 12 november 1982 tekende de gouverneur van de Staat "Senate Bill 506", welke het Staatssysteem van het Hoger Onderwijs instelde. Shippensburg State College werd toen aangewezen als Shippensburg University of Pennsylvania vanaf 1 juli 1983.
In 1985 zijn vele historische gebouwen op de campus (inclusief "Old Main") vermeld in het National Register of Historic Places.

## Bekende afgestudeerden

### Sporters
- Rob Davis, voormalige National Football League long-snapper; huidige Director of Player Development, Green Bay Packers
- Chris Flook, voormalige Bermuda Olympisch zwemmer, 1992 Summer Olympics
- Brent Grimes, huidige National Football League cornerback bij de Tampa Bay Buccaneers
- Ron Johnson, voormalige National Football League defensive end, Philadelphia Eagles
- John Kuhn, huidige National Football League fullback, New Orleans Saints
- Jake Metz, huidige National Football League Defensive lineman, with the Buffalo Bills
- Steve Spence, voormalige Amerikaanse Olympische langeafstandsloper, 1992 Summer Olympics; Brons medaillewinnaar, 1991 IAAF World Championships in Athletics

### Politiek
- Richard Alloway, Pennsylvania Staat Senator
- Lisa Baker, Pennsylvania Staat Senator
- Ray Boland, Secretary of the Wisconsin Department of Veterans Affairs
- Luitenant-Generaal William G. Boykin bij de "United States Deputy Undersecretary of Defense for Intelligence"
- Jeffrey W. Coy, voormalig lid van Pennsylvania House of Representatives; Commissioner, Pennsylvania Gaming Control Board (2004–nu)
- Ronald Crimm, lid van Kentucky House of Representatives
- Ambassadeur Dell L. Dailey, Coördinator voor Antiterrorisme, Amerikaans ministerie van Binnenlandse Zaken
- Richard Dietz, rechter in North Carolina Court of Appeals
- Cindy Adams Dunn, secretaris van Pennsylvania Department of Conservation and Natural Resources
- Deputy Secretary Toby Fauver, Pennsylvania Department of Transportation
- Clay Ford, voormalig lid van het Arkansas House of Representatives (1975-1976) en het Florida House of Representatives (2007-2013)
- John Kline, lid van het Amerikaanse Congres voor Minnesota
- Todd Platts, lid van het Amerikaanse Congres voor Pennsylvania
- Arthur Ringwalt Rupley (1868-1920), lid van het Amerikaanse Congres voor Pennsylvania
- Andrew A. Serafini, lid van Maryland House of Delegates
- Jeanne Shaheen, eerste vrouw gekozen tot Gouverneur voor New Hampshire (1997 - 2003) en Senator voor New Hampshire (2009–nu)
- Todd Stephens, Pennsylvania House of Representatives, 151e District (2010-nu)

### Entertainment en media
- Jonathan Koch, voorzitter Asylum Entertainment
- Chris Raab ook bekend als "Raab Himself", cast-lid van Viva La Bam, Jackass: The Movie en producent van de CKY crew
- Don Russell, hoofdredacteur Philadelphia Weekly
- Spike, presentator Mojo In The Morning, IHeartMedia WKQI 95.5FM Detroit

### Militairen
- John N. Abrams, voormalige Commanding General of the United States Army's Training and Doctrine Command
- Luitenant-Generaal George R. Christmas, United States Marine Corps (gepensioneerd)
- Luitenant-Generaal James W. Crysel, United States Army (gepensioneerd)[3]
- Pat Foote, US Army Brigade-Generaal (gepensioneerd)
- Generaal Tommy Franks, Bevelhebber van de U.S. Central Command, Amerikaanse bezettingstroepen in Irak (gepensioneerd)
- Jay Garner, directeur van Reconstruction and Humanitarian Assistance voor Irak (gepensioneerd)
- John Grimes, Assistant Secretary of Defense for Networks and Information Integration en Department of Defense Chief Information Officer
- Generaal David D. McKiernan, viersterrengeneraal, U.S. Army-bevelhebber, International Security Assistance Force (ISAF) (gepensioneerd)
- Generaal Dennis Reimer, Chief of Staff of the United States Army, 1995-1999
- Roger C. Schultz, Luitenant-Generaal en directeur van de Army National Guard, 1998-2005
- Andrew M. Schuster, U.S. National Guard Brigade-Generaal (gepensioneerd)
- John W. Shannon, United States Secretary of the Army, 1984-1989, & United States Under Secretary of the Army, 1989-1993
- Herbert R. Temple, Jr., Luitenant-Generaal and Chief of the National Guard Bureau, 1986-1990
- Luitenant-Generaal Michael S. Tucker, bevelhebbend Generaal van de First United States Army
- Generaal-Majoor Kevin R. Wendel, bevelhebbend Generaal van de First United States Army[4]

### Bedrijfsleven en Onderwijs
- John Angevine, Executive Fellow, The Brookings Institution
- Raymond G. Bressler, President Emeritus, The University of Rhode Island
- Michele Buck, President & CEO, The Hershey Company
- Robert Carter, Senior Vice President, Automotive Operations, Toyota Motor Sales United States
- George "Jody" Harpster, Ph.D., President (gepensioneerd), Shippensburg University of Pennsylvania
- Sister Candace Introcaso, President, La Roche College
- Tom Jackson, Jr., Ph.D.,  President, Black Hills State University
- J.E. Keeny, President Emeritus, Louisiana Tech University
- Samuel A. Kirkpatrick, President Emeritus van The University of Texas in San Antonio
- Kevin J. Manning, Ph.D., President, Stevenson University
- William and James Conway, Founders and CEOs, Mister Softee
- David Melcher, President and CEO, The Aerospace Industries Association
- John Morgan, CEO, Hill+Knowlton Strategies, Asia
- Kimberly Nelson, Executive Director, State and Local Government Solutions, Microsoft
- Curtis Uehlein, President, Apollo Global, Apollo Education Group